# Missione all'alba
Missione all'alba è un film drammatico statunitense del 1938 diretto da Edmund Goulding e interpretato da Errol Flynn, Basil Rathbone e David Niven. La pellicola è un remake dell'omonimo film del 1930 diretto da Howard Hawks e interpretato da Richard Barthelmess e Douglas Fairbanks Jr., originale che viene inserito nel catalogo di Warner Bros. con un nuovo titolo, Flight Commander. Entrambi i film sono tratti dal racconto The Flight Commander di John Monk Saunders.

## Trama
Nel 1915, presso l'aerodromo dello Squadrone 59 del Royal Flying Corps in Francia, il maggiore Brand, comandante dello squadrone, e il suo aiutante Phipps  attendono con ansia il ritorno della pattuglia all'alba. Brand è vicino al crollo. Ha perso 16 piloti nelle ultime due settimane, quasi tutti giovani sostituti con poco allenamento e nessuna esperienza di combattimento. A Brand viene ordinato di inviare all'indomani quello che equivale a una missione suicida.